# Kvantna gravitacija
Kvantna gravitacija je oblast u okvirima teorijske fizike koja ima za zadatak riješiti jedan od važnih fizičkih problema: objasniti kvantnomehaničku gravitaciju. Kvantna mehanika je potrebna da bi se fizika objasnila na vrlo kratkim rastojanjima i do sada su se uspjela objasniti tri od četiri fundamentalne interakcije uz pomoć kvantne teorije polja: elektromagnetske sile i
slaba i jaka nuklearna sila. Gravitacija se međutim opisuje uz pomoć klasične teorije (ne kvantno-mehaničke) već tzv. opća teorija relativnosti. Kada se pokuša formulirati kvantna teorija polja za gravitaciju, tj. kvantno-mehaničku verziju teorije na isti način kako je primijenjena na ostale sile, ne dobije se funkcionirajuća teorija. Vrijedno je napomenuti da kvantna mehanika kao početnu točku ima želju promijeniti gravitacijsku teoriju a ne obrnuto.
Kvantna gravitacija je potrebna da bi se dobio jasan opis svih prirodnih sila, a posebice u situacijama s velikim masama i energijama na vrlo kratkim rastojanjima, da bi se objasnio nastanak npr. crnih rupa i samog univerzuma.